# Blue Bell Hill (ort)
Blue Bell Hill är en ort i grevskapet Kent i sydöstra England. Orten ligger i distriktet Tonbridge and Malling och civil parishen Aylesford, på kullen Blue Bell Hill. Orten är belägen mittemellan städerna Chatham och Maidstone. Tätorten (built-up area) hade 857 invånare vid folkräkningen år 2021.